# Tysklands Grand Prix 2019
Tysklands Grand Prix 2019, officiellt Formula 1 Mercedes-Benz grosser preis von Deutschland 2019, var ett Formel 1-lopp som kördes 28 juli 2019 på Hockenheimring i Baden-Württemberg i Tyskland. Loppet var det elfte av sammanlagt tjugoen deltävlingar ingående i Formel 1-säsongen 2019 och kördes över 64 varv.

## Resultat

### Kval
| KR. | Nr | Förare             | Konstruktör               | Q1         | Q2       | Q3         | Grid |
| --- | -- | ------------------ | ------------------------- | ---------- | -------- | ---------- | ---- |
| 1   | 44 | Lewis Hamilton     | Mercedes                  | 1.12,852   | 1.12,149 | 1.11,767   | 1    |
| 2   | 33 | Max Verstappen     | Red Bull Racing-Honda     | 1.12,593   | 1.12,427 | 1.12,113   | 2    |
| 3   | 77 | Valtteri Bottas    | Mercedes                  | 1.13,075   | 1.12,424 | 1.12,129   | 3    |
| 4   | 10 | Pierre Gasly       | Red Bull Racing-Honda     | 1.12,991   | 1.12,385 | 1.12,522   | 4    |
| 5   | 7  | Kimi Räikkönen     | Alfa Romeo Racing-Ferrari | 1.13,066   | 1.12,519 | 1.12,538   | 5    |
| 6   | 8  | Romain Grosjean    | Haas-Ferrari              | 1.13,146   | 1.12,769 | 1.12,851   | 6    |
| 7   | 55 | Carlos Sainz Jr.   | McLaren-Renault           | 1.13,221   | 1.12,632 | 1.12,897   | 7    |
| 8   | 11 | Sergio Pérez       | Racing Point-BWT Mercedes | 1.13,194   | 1.12,776 | 1.13,065   | 8    |
| 9   | 27 | Nico Hülkenberg    | Renault                   | 1.13,186   | 1.12,766 | 1.13,126   | 9    |
| 10  | 16 | Charles Leclerc    | Ferrari                   | 1.12,229   | 1.12,344 | Ingen tida | 10   |
| 11  | 99 | Antonio Giovinazzi | Alfa Romeo Racing-Ferrari | 1.13,170   | 1.12,786 | 0          | 11   |
| 12  | 20 | Kevin Magnussen    | Haas-Ferrari              | 1.13,103   | 1.12,789 | 0          | 12   |
| 13  | 3  | Daniel Ricciardo   | Renault                   | 1.13,131   | 1.12,799 | 0          | 13   |
| 14  | 26 | Daniil Kvyat       | Scuderia Toro Rosso-Honda | 1.13,278   | 1.13,135 | 0          | 14   |
| 15  | 18 | Lance Stroll       | Racing Point-BWT Mercedes | 1.13,256   | 1.13,450 | 0          | 15   |
| 16  | 4  | Lando Norris       | McLaren-Renault           | 1.13,333   | 0        | 0          | 19   |
| 17  | 23 | Alexander Albon    | Scuderia Toro Rosso-Honda | 1.13,461   | 0        | 0          | 16   |
| 18  | 63 | George Russell     | Williams-Mercedes         | 1.14,721   | 0        | 0          | 17   |
| 19  | 88 | Robert Kubica      | Williams-Mercedes         | 1.14,839   | 0        | 0          | 18   |
| DNQ | 5  | Sebastian Vettel   | Ferrari                   | Ingen tidb | 0        | 0          | 20   |

| Vidare från första kvalrundan ▬▬ Vidare från andra kvalrundan ▬▬ |

107 %-gränsen: 1.17,285
Källor:
- ^a  – Charles Leclerc kunde inte genomföra sista kvalrundan (Q3) på grund av problem med bränslesystemet.[7]
- ^b  – Sebastian Vettel kunde inte genomföra kvalet på grund av problem med turbon.[8] Vettel fick med tävlingsledningens godkännande tillåtelse att starta i loppet.[6]

### Lopp
| Pos. | Nr | Förare             | Konstruktör               | Varv | Tid         | Grid | P     |
| ---- | -- | ------------------ | ------------------------- | ---- | ----------- | ---- | ----- |
| 1    | 33 | Max Verstappen     | Red Bull Racing-Honda     | 64   | 1:44.31,275 | 2    | 25+1a |
| 2    | 5  | Sebastian Vettel   | Ferrari                   | 64   | +7,333      | 20   | 18    |
| 3    | 26 | Daniil Kvyat       | Scuderia Toro Rosso-Honda | 64   | +8,305      | 14   | 15    |
| 4    | 18 | Lance Stroll       | Racing Point-BWT Mercedes | 64   | +8,966      | 15   | 12    |
| 5    | 55 | Carlos Sainz Jr.   | McLaren-Renault           | 64   | +9,583      | 7    | 10    |
| 6    | 23 | Alexander Albon    | Scuderia Toro Rosso-Honda | 64   | +10,052     | 16   | 8     |
| 7    | 8  | Romain Grosjean    | Haas-Ferrari              | 64   | +16,838     | 6    | 6     |
| 8    | 20 | Kevin Magnussen    | Haas-Ferrari              | 64   | +18,765     | 12   | 4     |
| 9    | 44 | Lewis Hamilton     | Mercedes                  | 64   | +19,667     | 1    | 2     |
| 10   | 88 | Robert Kubica      | Williams-Mercedes         | 64   | +24,987     | 18   | 1     |
| 11   | 63 | George Russell     | Williams-Mercedes         | 64   | +26,404     | 17   | 0     |
| 12   | 7  | Kimi Räikkönen     | Alfa Romeo Racing-Ferrari | 64   | +42,214     | 5    | 0     |
| 13   | 99 | Antonio Giovinazzi | Alfa Romeo Racing-Ferrari | 64   | +43,849     | 11   | 0     |
| 14   | 10 | Pierre Gasly       | Red Bull Racing-Honda     | 61   |             | 4    | 0     |
| RET  | 77 | Valtteri Bottas    | Mercedes                  | 56   |             | 3    | 0     |
| RET  | 27 | Nico Hülkenberg    | Renault                   | 39   |             | 9    | 0     |
| RET  | 16 | Charles Leclerc    | Ferrari                   | 27   |             | 10   | 0     |
| RET  | 4  | Lando Norris       | McLaren-Renault           | 25   |             | 19   | 0     |
| RET  | 3  | Daniel Ricciardo   | Renault                   | 13   |             | 13   | 0     |
| RET  | 11 | Sergio Pérez       | Racing Point-BWT Mercedes | 1    |             | 8    | 0     |

| Förare och stall som tog poäng ▬▬ |

- ^a  – Max Verstappen fick en extrapoäng för snabbaste varv.[1]

## Poängställning efter loppet
| Position  | 1    | 2    | 3    | 4    | 5    | 6   | 7   | 8   | 9   | 10  | Snabbaste varv |
| Poäng (p) | 250p | 180p | 150p | 120p | 100p | 80p | 60p | 40p | 20p | 10p | 10p            |

| Pos. | Förare             | Stall                     | Poäng |
| ---- | ------------------ | ------------------------- | ----- |
| 1    | Lewis Hamilton     | Mercedes                  | 225   |
| 2    | Valtteri Bottas    | Mercedes                  | 184   |
| 3    | Max Verstappen     | Red Bull-Honda            | 162   |
| 4    | Sebastian Vettel   | Ferrari                   | 141   |
| 5    | Charles Leclerc    | Ferrari                   | 120   |
| 6    | Pierre Gasly       | Red Bull-Honda            | 55    |
| 7    | Carlos Sainz, Jr.  | McLaren-Renault           | 48    |
| 8    | Daniil Kvyat       | Toro Rosso-Honda          | 27    |
| 9    | Kimi Räikkönen     | Alfa Romeo Racing-Ferrari | 25    |
| 10   | Daniel Ricciardo   | Renault                   | 22    |
| 11   | Lando Norris       | McLaren-Renault           | 22    |
| 12   | Lance Stroll       | Racing Point-BWT Mercedes | 18    |
| 13   | Kevin Magnussen    | Haas-Ferrari              | 18    |
| 14   | Nico Hülkenberg    | Renault                   | 17    |
| 15   | Alexander Albon    | Toro Rosso-Honda          | 15    |
| 16   | Sergio Pérez       | Racing Point-BWT Mercedes | 13    |
| 17   | Romain Grosjean    | Haas-Ferrari              | 8     |
| 18   | Antonio Giovinazzi | Alfa Romeo Racing-Ferrari | 1     |
| 19   | Robert Kubica      | Renault                   | 1     |

| Pos. | Stall                     | Poäng |
| ---- | ------------------------- | ----- |
| 1    | Mercedes                  | 409   |
| 2    | Ferrari                   | 261   |
| 3    | Red Bull-Honda            | 217   |
| 4    | McLaren-Renault           | 70    |
| 5    | Toro Rosso-Honda          | 42    |
| 6    | Renault                   | 39    |
| 7    | Racing Point-BWT Mercedes | 31    |
| 8    | Haas-Ferrari              | 26    |
| 7    | Alfa Romeo Racing-Ferrari | 26    |
| 10   | Williams-BWT Mercedes     | 1     |